# (428102) Rolandwagner
Pour les articles homonymes, voir Roland Wagner (homonymie).
(428102) Rolandwagner est un astéroïde de la ceinture principale.

## Description
(428102) Rolandwagner est un astéroïde de la ceinture principale. Il fut découvert le 30 août 2006 à l'observatoire de Saint-Sulpice par Bernard Christophe. Il présente une orbite caractérisée par un demi-grand axe de 2,20 UA, une excentricité de 0,16 et une inclinaison de 4,8° par rapport à l'écliptique.
Il est nommé d'après l'écrivain de science-fiction Roland C. Wagner.